# Adelina de Savigny
Santa Adelina de Savigny († 1125) fue una monja benedictina francesa que es venerada como santa por la Iglesia católica y las Iglesias Orientales.
Nació en el seno de una familia noble de Normandía, su hermana fue Santa Vitalia, y fue nieta de Guillermo el Conquistador.  
Se convirtió en abadesa del convento en La Blanche en Normandía, una comunidad religiosa fundada por su hermano. 